# شرينغتون (باكينجهامشير)
شرينغتون (بالإنجليزية: Sherington)‏ هي قرية وأبرشية مدنية تقع في المملكة المتحدة في إنجلترا. يقدر عدد سكانها بـ 954 نسمة .